# John Lyons
John Lyons   (Massachusetts, 31 de març de 1900 - Massachusetts, 15 de gener de 1971) va ser un jugador d'hoquei sobre gel estatunidenc que va competir durant la dècada de 1920.
El 1924 va prendre part en els Jocs Olímpics de Chamonix, on guanyà la medalla de plata en la competició d'hoquei sobre gel. A nivell de clubs jugà al Boston Athletic Association.